# Yperiet (schilderij)

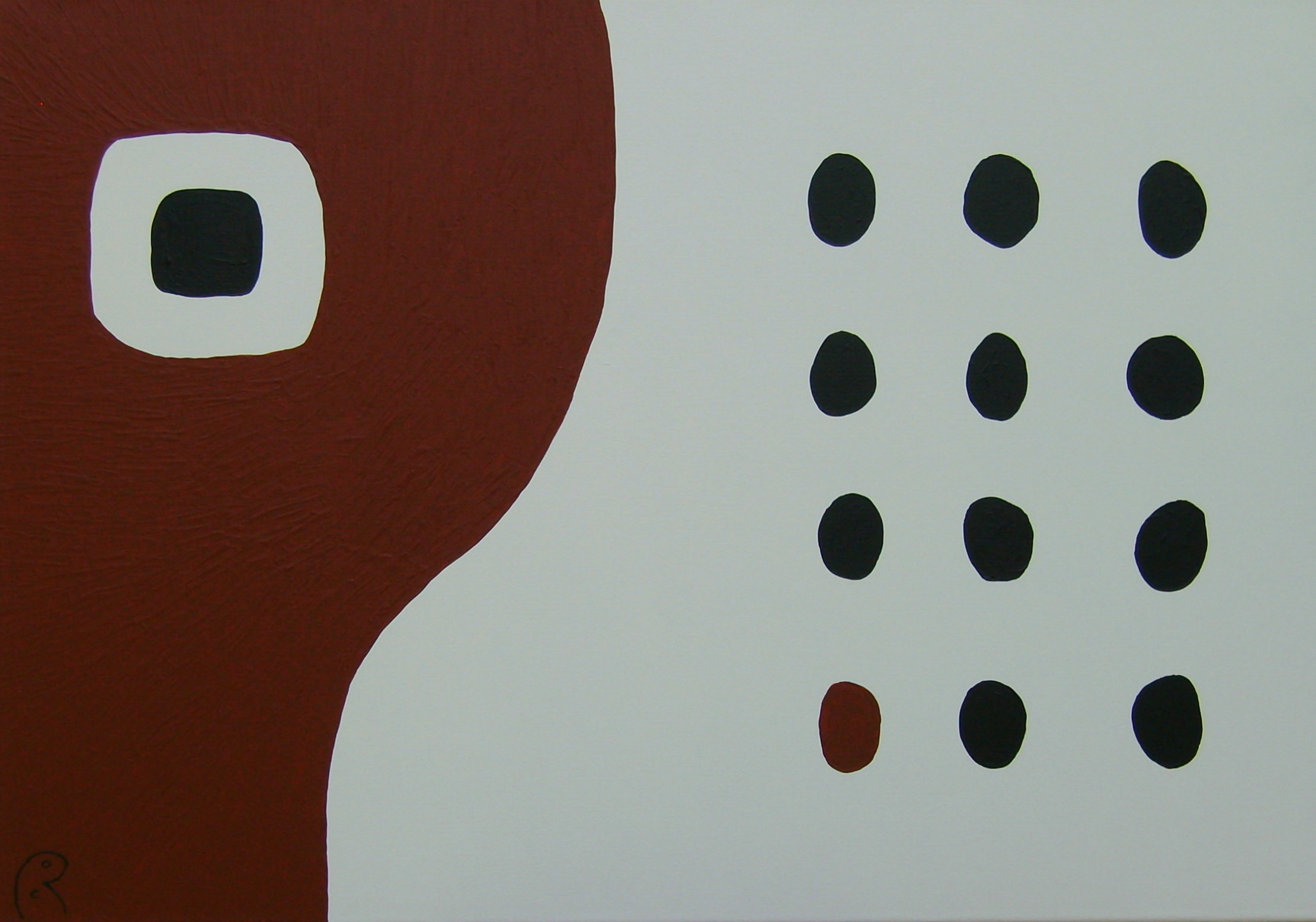
Yperiet (2004)

Yperiet is een acrylschilderij van de Belgische kunstschilder Jan Theuninck, gemaakt in 2004.
Het verzinnebeeldt de verschrikkingen van de chemische oorlogsvoering en de duizenden doden
die er het gevolg van zijn.
Het schilderij heeft een hoogte van 70 cm en een breedte van 100 cm.